# Геометрична фрустрація
В теорії твердого тіла, термін геометрична фрустрація (або просто фрустрація; значенню цього терміна в психології присвячена інша стаття, див. фрустрація) означає явище, при якому геометричні властивості кристалічної ґратки через наявність протидіючих міжатомних сил роблять неможливою одночасну мінімізацію енергії взаємодії в заданому місці.
Це може призводити до сильної виродженості базового стану, при якому система буде мати ненульову ентропію навіть при нульовій температурі. Простіше кажучи, система не може бути повністю заморожена, оскільки вона не має єдиного базового стану, тому рух на молекулярному рівні продовжується навіть при абсолютному нулі, навіть за відсутності надходження енергії ззовні.